# Koga (Fukuoka)
Koga (古賀市; -shi) é uma cidade japonesa localizada na prefeitura de Fukuoka.
Em 2003 a cidade tinha uma população estimada em 56 205 habitantes e uma densidade populacional de 1 334,72 h/km². Tem uma área total de 42,11 km².
Recebeu o estatuto de cidade a 1 de Outubro de 1997.